# Cara Pifko
Cara Pifko (née le 15 mars 1976 à Toronto) est une actrice canadienne rendue célèbre par les séries télévisées de Société Radio-Canada.

## Biographie
Cara est née à Toronto, Canada, elle commence le théâtre à l'âge de 8 ans et sera diplômée de l'École nationale de théâtre du Canada.
Continuant à travailler dans le domaine du théâtre tout au long des années 1990, c'est en 2000 qu'elle décroche le rôle principal dans la série Our Hero particulièrement appréciée auprès des adolescents.
Son premier rôle en tant qu'actrice se fait dans The Elephant Show une émission de télévision canadienne destinée aux enfants et présentée par le trio musical Sharon, Lois and Bram. Elle y sera présente durant toutes les saisons.
En 2004, la mini-série Human Cargo lui permet de montrer sa portée dramatique en y incarnant une humanitaire.
Décrocher le rôle principal dans la comédie dramatique juridique This is Wonderland lui permet de se voir attribuer en 2005 le prix Gemini de la meilleure actrice.
Début 2006, elle renoue avec le théâtre en jouant Isolda au Théâtre Tarragon l'un des principaux théâtre contemporains du Canada.
En 2007, elle joue dans la sérié télévisée Mon mariage avec moi produite par la chaîne américaine Lifetime. En 2009, elle incarne le personnage récurrent de Louise Addison dans le feuilleton Hôpital central.
En 2010, Cara s'essaye au doublage avec le personnage de Suu et de Sionver Boll dans Star Wars: The Clone Wars. Elle viendra également tenter le doublage de jeu vidéo via le personnage de Kelly Chambers dans Mass Effect 2 et Mass Effect 3.
Elle rejoint en 2016 le casting de Better Call Saul où elle incarnera le personnage de Paige Novick, juriste d'entreprise.

## Vie privée
Elle se marie en 2004 avec l'acteur Gareth Bennett.

## Filmographie

### Films
| Année | Titre                                   | Rôle                       |
| ----- | --------------------------------------- | -------------------------- |
| 1993  | Ordinary Magic                          | Lucy                       |
| 1996  | Mariette in Ecstasy                     | Sœur Hermance              |
| 1999  | Below the Belt                          | Jill                       |
| 2001  | One of Them                             | Carla                      |
| 2002  | Interviews with My Next Girlfriend      | Femme avec piercing au nez |
| 2003  | Name of the Rose                        | Kim                        |
| 2005  | The Unfolding                           | Sadie                      |
| 2007  | Beth                                    | Beth                       |
| 2014  | The Possession of Michael King          | Samantha                   |
| 2015  | Sharkskin                               | Franki                     |
| 2015  | Paranormal Activity 5 : Ghost Dimension | Laura                      |
| 2018  | Ready Player One                        | Leslee                     |

### Télévision
| Année     | Titre                                         | Rôle                                    |
| --------- | --------------------------------------------- | --------------------------------------- |
| 1984–88   | The Elephant Show                             | Rôles variées                           |
| 1993      | Family Pictures                               | Mary à 13-15 ans                        |
| 1993      | Fais-moi peur !                               | Mariah                                  |
| 1994      | Incident in a Small Town                      | Nancy                                   |
| 1996      | Les Contes d'Avonlea                          | Mavis Pritchard                         |
| 1999      | The City                                      | Ariel                                   |
| 2000      | The Royal Diaries: Isabel - Jewel of Castilla | Catalina                                |
| 2000      | Destins croisés                               | Young Delia Harmony                     |
| 2000–02   | Our Hero                                      | Kale Stiglic                            |
| 2001      | Judy Garland, la vie d'une étoile             | Dorothy Virginia "Jimmie" Gumm (adulte) |
| 2002      | Master Spy: The Robert Hanssen Story          | Jane Hanssen                            |
| 2002      | Salem Witch Trials                            | Marry Warren                            |
| 2003      | Blue Murder                                   | Allison Barrow                          |
| 2003      | Bliss                                         | Marie                                   |
| 2003      | Missing : Disparus sans laisser de trace      | Vera                                    |
| 2004      | Human Cargo                                   | Helen Wade                              |
| 2004–06   | This Is Wonderland                            | Alice De Raey                           |
| 2006      | Les Experts : Miami                           | Donna Hicks                             |
| 2007      | FBI : Portés disparus                         | Nora Manning                            |
| 2007      | The Jane Show                                 | Beth                                    |
| 2007      | Mon mariage avec moi                          | Amy                                     |
| 2008      | Charlie et moi                                | Dr. Fran Gilford                        |
| 2008      | For the Love of Grace                         | Jen                                     |
| 2008–17   | Heartland                                     | Mackenzie Hutton                        |
| 2009      | Hôpital central                               | ADA Louise Addison                      |
| 2011      | Flashpoint                                    | Kerry McCormick                         |
| 2011      | NCIS                                          | Kelsey Donner                           |
| 2012      | Castle                                        | Roberta Cambridge                       |
| 2012      | Les Experts : Manhattan                       | Rachel Moore                            |
| 2013      | Monday Mornings                               | Beth Hostetler                          |
| 2016–2022 | Better Call Saul                              | Paige Novick                            |
| 2016      | Rosewood                                      | Barbara Gaines                          |
| 2018      | The Fosters                                   | Natalie                                 |

### Création de voix
Films
- 2000 : Cyberworld : l'ordinateur (court métrage)

Téléfilms
- 2003 : Miss Spider's Sunny Patch Kids : Eunice Earwig

Séries télévisées
- 2004-2009 : Miss Spider (Miss Spider's Sunny Patch Friends) : Eunice Earwig
- 2010-2012 : Star Wars: The Clone Wars : divers personnages (6 épisodes)

Jeux vidéo
- 2010 : Mass Effect 2 : Quartier-maître Kelly Chambers, Lia'Vael, Idenna Quarian
- 2010 : Kinect Adventures! : Amelia
- 2012 : Mass Effect 3 : Kelly Chambers
- 2012 : Guild Wars 2 : Valka
- 2013 : God of War: Ascension : Bliss Whore
- 2018 : Final Fantasy XV : Garuda